# Sextus Propertius

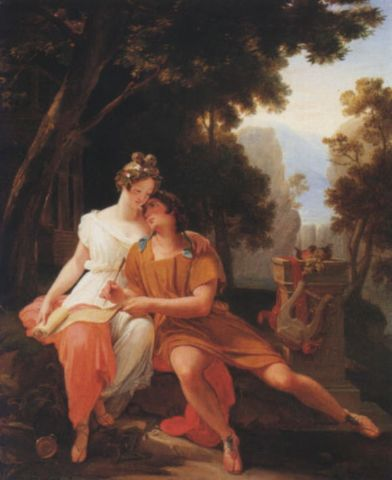
"Propertius och Cynthia i Tivoli" av Auguste Vinchon.

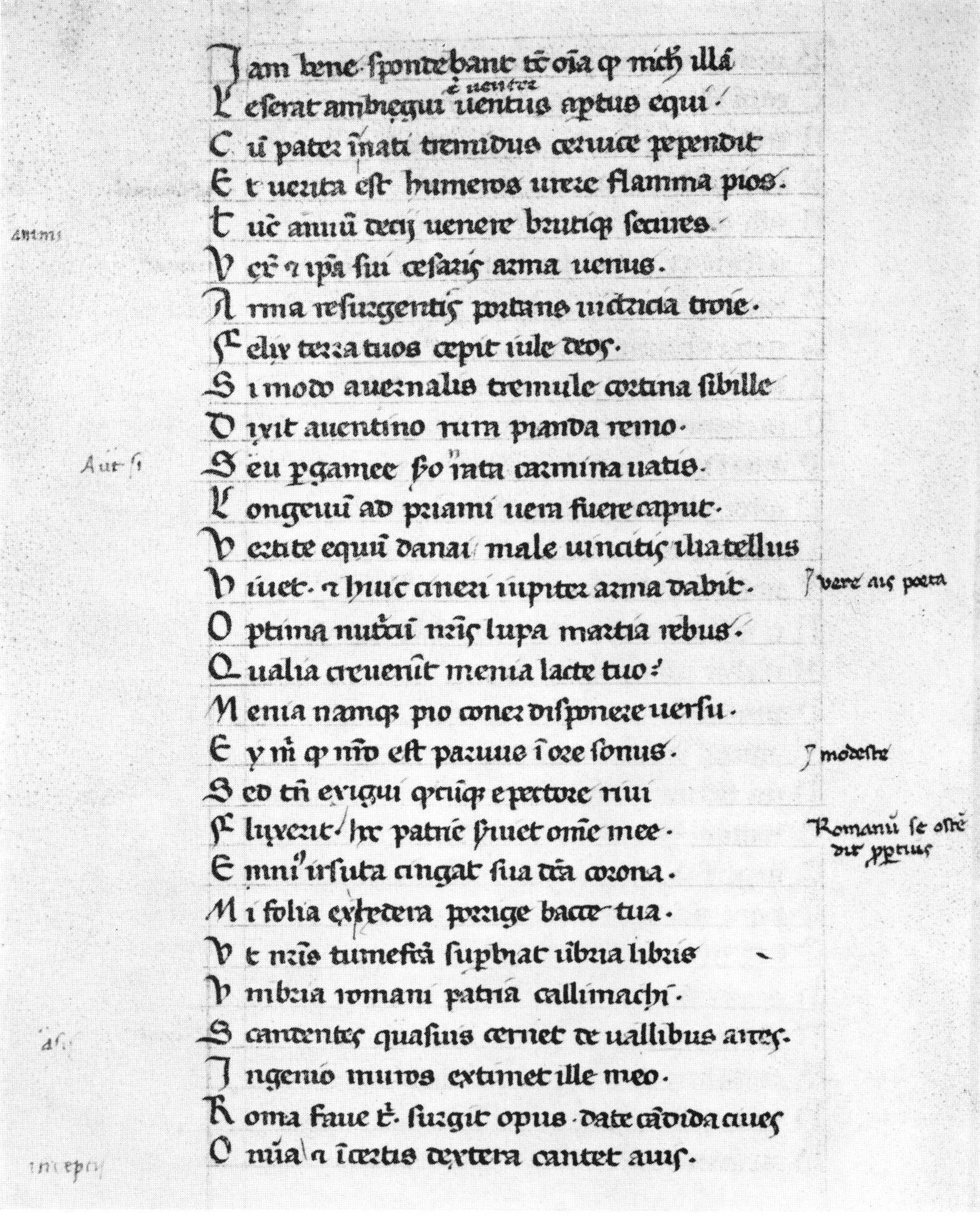
Ur Propertius elegier i ett manuskript som tillhört Coluccio Salutati.

Sextus Propertius, född mellan år 57 och år 47 f.Kr. i Umbrien (troligen i eller i närheten av Asisium), död troligen mellan 15 f.Kr. och 2 e.Kr. i Rom (då Ovidius omnämner honom som död), var en romersk skald. Litet är känt om Propertius liv; det mesta kommer från det han antyder i sina skrifter.

## Biografi
Tidigt faderlös uppfostrades han av modern. En del av familjens förmögenhet konfiskerades av Octavianus vid triumvirernas landutdelningar till krigsveteraner år 41 f.Kr. I unga år kom Propertius till Rom, där han erhöll sin utbildning.
Propertius blev känd som skald genom en samling elegier utgiven omkring år 28 f. Kr., i vilken han skildrar sin kärlek till Cynthia från Subura, vars verkliga namn lär ha varit Hostia. Han blev upptagen i Maecenas litterära krets, men verkar inte ha kommit honom lika nära som Vergilius och Horatius. Av de följande elegisamlingarna innehåller andra boken, vilken troligtvis sammanställts av två ursprungligen separata verk, nästan uteslutande kärlekselegier, medan den tredje innehåller mindre av erotiska element och han tar där definitivt farväl av Cynthia. Den fjärde samlingen har dikter med huvudsakligen fosterländskt eller episk-antikvariskt innehåll, såsom segern i slaget vid Aktion, om Tarpeia, en minnesdikt över Cornelia med mera.
Ungefärlig datering för publicering av böckerna: I - 30-29 f.Kr., II - 28-25 f.Kr., III - 23-22 f.Kr. och IV - 16 f.Kr. eller något senare.
Propertius förebilder var, åtminstone vad gällde elegiens yttre form och anläggning, framförallt Kallimachos och Filetas, vilka tillhörde den så kallade alexandrinska skolan. Detta inflytande märks bland annat i de många motiven gemensamma med den antika kärleksdiktningen samt ett flitigt bruk av mytologiska bilder och jämförelser.
Propertius var flitigt läst under romartiden, till exempel finns flera citat på väggarna i Pompeji, men verkar till stor del ha fallit i glömska under medeltiden. I nyare tid började hans diktning dock åter bli känd och uppskattad; med Johan Henric Kellgrens ord: "Propertius är ganska litet känd och dock mycket förtjänt att vara det".

## Övrigt
Texten till den kungliga belöningsmedaljen Illis quorum är hämtad från Propertius Elegier.

## Svenska översättningar (urval)
- Sexti Propertii Elegiae (översättning Elias Janzon, Göteborgs högskola, 1903-1917) [Tryckt i Göteborgs högskolas årsskrift, 1903, 1908, 1911, 1917]
- Cynthia: kärleksdikter (översättning Bernhard Risberg, Ljus, 1905)
- Elegier (tolkade och kommenterade av Ingvar Björkeson, inledning av Karl Vennberg, Natur & Kultur, 2002) ISBN 91-27-03295-7